# 对称双线性形式
对称双线性形式是在向量空间上的对称双线性形式。它们在正交极性和二次曲面的研究中非常重要。

## 定义
设  V 在域 K 上的 n 维向量空间。映射 {\displaystyle B:V\times V\rightarrow K:(u,v)\rightarrow B(u,v)} 是这个空间上的对称双线性形式，如果:
- {\displaystyle B(u,v)=B(v,u)\ \quad \forall u,v\in V}
- {\displaystyle B(u+v,w)=B(u,w)+B(v,w)\ \quad \forall u,v,w\in V}
- {\displaystyle B(\lambda v,w)=\lambda B(v,w)\ \quad \forall \lambda \in K,\forall v,w\in V}

最后两个公理只蕴涵在第一个参数中的线性，但是第一个公理直接蕴涵了在第二个参数中的线性。

## 矩阵表示
设 {\displaystyle C=\{e_{1},\ldots ,e_{n}\}} 是 V 的基。定义 {\displaystyle n\times n} 矩阵 A 通过 {\displaystyle A_{ij}=B(e_{i},e_{j})\,}。矩阵 A 是对称的完全由于双线性形式的对称性。如果 {\displaystyle n\times 1} 矩阵 x 表示关于这个基的一个向量 v，类似的 y 表示 w，则 {\displaystyle B(v,w)\,} 给出为: 
{\displaystyle x^{T}Ay=y^{T}Ax\,}。
假设  C'  是 V 的另一个基，有着可逆的 {\displaystyle n\times n} 矩阵 S 使得:
{\displaystyle {\begin{bmatrix}e'_{1}&\cdots &e'_{n}\end{bmatrix}}={\begin{bmatrix}e_{1}&\cdots &e_{n}\end{bmatrix}}S}。现在对称双线性形式的新矩阵表示给出为
{\displaystyle A'=S^{T}AS\,}。

## 正交性和奇异性
对称双线性形式总是自反的。定义两个向量 v 和 w 是关于双线性形式 B 是正交的，如果 {\displaystyle B(v,w)=0}，由于自反性它等价于 {\displaystyle B(w,v)=0}。
双线性形式 B 的根是正交于 V 中所有其他向量的向量的集合。你可以轻易查出它是 V 的子空间。在使用关于特定基的矩阵表示 A 的时候，由 x 表示的 v 在根中，当且仅当
{\displaystyle Ax=0\Longleftrightarrow x^{T}A=0.}
矩阵 A 是奇异的，当且仅当根是不平凡的。
如果 W 是 V 的子空间，则正交于 W 中所有向量的集合 {\displaystyle W^{\perp }} 也是子空间。当 B 的根是平凡的时候，{\displaystyle W^{\perp }} 的维度是 n − dim(W)。

## 正交基
基 {\displaystyle C=\{e_{1},\ldots ,e_{n}\}} 关于 B 是正交的，当且仅当:
{\displaystyle B(e_{i},e_{j})=0\ \forall i\neq j.}
在域的特征不是2的时候，总存在正交基。这可以通过归纳法证明。
基 C 是正交的，当且仅当矩阵表示 A 是对角矩阵。

### 西尔维斯特惯性定理与惯性指数
一般情况下，西尔维斯特发现的惯性定理声称，在K为有序域的时候，简化后的二次型的矩阵表示中的对角元素等于 0、正或负的数目独立于正交基的选择。后两个数被称为双线性形式的正、负惯性指数。

### 实数情况
当工作于在实数上的空间的时候，可以走的远一点。
设 {\displaystyle C=\{e_{1},\ldots ,e_{n}\}} 是正交基。
我们定义一个新基 {\displaystyle C'=\{e'_{1},\ldots ,e'_{n}\}}
{\displaystyle e'_{i}=\left\{{\begin{matrix}e_{i}&{\mbox{if }}B(e_{i},e_{i})=0\\{\frac {e_{i}}{\sqrt {B(e_{i},e_{i})}}}&{\mbox{if }}B(e_{i},e_{i})>0\\{\frac {e_{i}}{\sqrt {-B(e_{i},e_{i})}}}&{\mbox{if }}B(e_{i},e_{i})<0\end{matrix}}\right.}
现在，新矩阵表示 A 将是在对角线上只有 0,1 和 -1 的对角矩阵。零将出现当且仅当根是非平凡的。

### 复数情况
当工作于在复数之上的空间中的时候，可以相当容易的走的更远一点。
设 {\displaystyle C=\{e_{1},\ldots ,e_{n}\}} 是正交基。
我们定义新的基 {\displaystyle C'=\{e'_{1},\ldots ,e'_{n}\}} :
{\displaystyle e'_{i}=\left\{{\begin{matrix}e_{i}&{\mbox{if }}\;B(e_{i},e_{i})=0\\e_{i}/{\sqrt {B(e_{i},e_{i})}}&{\mbox{if }}\;B(e_{i},e_{i})\neq 0\\\end{matrix}}\right.}
现在新矩阵表示 A 将是在对角线上只有 0 和 1 的对角矩阵。零将出现当且仅当根是非平凡的。

## 正交极性
设 B 是双线性形式，它带有不同于 2 的特征的域 K 上的空间 V 上的根。现在可以定义从 V 的所有子空间的集合 D(V) 到自身的映射:
{\displaystyle \alpha :D(V)\rightarrow D(V):W\mapsto W^{\perp }}
这个映射是在投影空间 PG(W) 上的正交极性。反过来说，你可以证明所有正交极性可以用这种方式引出，并且带有平凡根的两个对称双线性形式引发同样的极化，当且仅当它们差一個标量乘法。